# Shadwan
Shadwan (en àrab egipci: جزيرة شدوان ) és una illa rocosa que es troba 30 milles al sud-oest de la ciutat egípcia de Sharm el-Sheikh, a la península del Sinaí, i 20 milles al nord-est d'El Gouna. És la més gran d'un grup d'illes que hi ha a la desembocadura del golf de Suez, al nord del mar Roig. L'illa fa 16 quilòmetres de llarg i entre 3 i 5 quilòmetres d'ample. Antigament havia estat anomenava Shaker. Compta amb un far. L'illa és una reconeguda destinació turística per a la pràctica del submarinisme i la pesca.

## Història
El 31 de març de 1969 l'illa va ser l'epicentre d'un terratrèmol de 6,6 graus a l'escala sismològica de magnitud de moment va causar alguns danys, incloent nombrosos caigudes de roques.
Durant la guerra de desgast entre Israel i Egipte, l'illa va ser fortificada i controlada per les tropes egípcies. El 22 de gener de 1970 hi va tenir lloc l'operació Rhodes, un assalt helicoïdal de les tropes israelianes que va ocupar l'illa durant 36 hores. 70 soldats egipcis i 3 israelians van morir durant la batalla.